# Quasipaa boulengeri
Quasipaa boulengeri es una especie de anfibio anuro de la familia Dicroglossidae. Se distribuye por el sur y suroeste de China y posiblemente también en el norte de Vietnam, entre los 300 y los 1900 m de altitud. Se encuentra amenazada de extinción por la pérdida de su hábitat natural, su consumo y la contaminación de las aguas.